# Michael Mair
Michael Mair detto Much (Brunico, 13 febbraio 1962) è un allenatore di sci alpino ed ex sciatore alpino italiano.

## Biografia

### Carriera sciistica

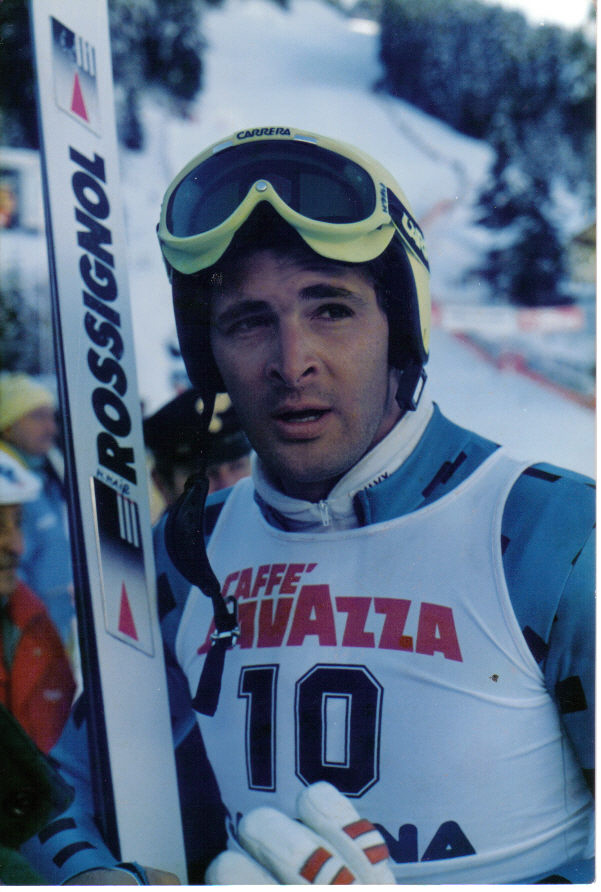
Much Mair dopo una gara

Specialista delle prove veloci, Michael Mair fu negli anni 1980 il punto di forza nella velocità della nazionale italiana riuscendo in carriera ad aggiudicarsi tre vittorie in Coppa del Mondo, due in discesa libera e una in supergigante.

#### Stagioni 1982-1987
Mair ottenne il primo risultato di rilievo nel Circo bianco il 21 dicembre 1981 giungendo 10º nella discesa libera di Coppa del Mondo disputata sul tracciato di Crans-Montana. Lo stesso risultato, nella medesima specialità, l'altoatesino se l'aggiudicò l'anno seguente ai Mondiali di Schladming 1982, sua prima presenza iridata.
Il 22 dicembre 1982 sulla pista 3-Tre di Madonna di Campiglio conquistò la prima vittoria in Coppa del Mondo, nonché primo podio, in supergigante; fu il primo successo di un italiano in quella specialità, di recente introduzione. Due anni dopo fu presente ai XIV Giochi olimpici invernali di Sarajevo 1984, sua prima presenza olimpica, dove si piazzò 15º nella discesa libera, mentre ai Mondiali di Bormio 1985, sua ultima presenza iridata, fu 12º nella discesa libera.

#### Stagioni 1988-1992
Tre anni dopo, il 23 gennaio 1988, ottenne la sua ultima vittoria in Coppa del Mondo, a Leukerbad; quel successo rimane negli annali dello sci alpino azzurro in quanto vi fu una tripletta: infatti dietro a Mair si piazzarono Giorgio Piantanida e Werner Perathoner. Ai successivi XV Giochi olimpici invernali di Calgary 1988, sua ultima presenza olimpica, non concluse la discesa libera; la stagione 1987-1988 fu la migliore per Mair in Coppa del Mondo: chiuse al 10º posto nella classifica generale e al 2º in quella di discesa libera (staccato di 14 punti dal vincitore), entrambe vinte dello svizzero Pirmin Zurbriggen.
Colse l'ultimo podio in Coppa del Mondo in occasione della combinata dell'Hahnenkamm, a Kitzbühel, del 15 gennaio 1989 (3º); nella medesima località ottenne l'ultimo risultato di rilievo in carriera il 18 gennaio 1992, quando giunse 13º nella discesa libera sulla Streif.

### Carriera da allenatore
Terminata l'attività agonistica Mair è diventato allenatore, prima per il settore della velocità maschile italiano, poi - dal 2007 - come direttore tecnico della squadra femminile, incarico che gli ha riservato, grazie soprattutto ai risultati di Denise Karbon, ma anche di Manuela Mölgg, Nicole Gius e Chiara Costazza, molte soddisfazioni. Nel 2010 ha lasciato l'incarico di direttore tecnico, pur continuando ad allenare la squadra italiana femminile per le prove veloci.

## Palmarès

### Coppa del Mondo
- Miglior piazzamento in classifica generale: 10º nel 1988
- 16 podi (13 in discesa libera, 1 in supergigante, 2 in combinata):
  - 3 vittorie (2 in discesa libera, 1 in supergigante)
  - 7 secondi posti
  - 6 terzi posti

#### Coppa del Mondo - vittorie
| Data             | Località             | Paese    | Specialità |
| ---------------- | -------------------- | -------- | ---------- |
| 22 dicembre 1982 | Madonna di Campiglio | Italia   | SG         |
| 7 dicembre 1985  | Val-d'Isère          | Francia  | DH         |
| 23 gennaio 1988  | Leukerbad            | Svizzera | DH         |

Legenda:

DH = discesa libera

SG = supergigante

### Campionati italiani
- 9 medaglie[7]:
  - 4 ori (discesa libera nel 1983; discesa libera, combinata nel 1986; discesa libera nel 1987)
  - 3 argenti (discesa libera nel 1981; discesa libera nel 1985; discesa libera nel 1992)
  - 2 bronzi (combinata nel 1981; discesa libera nel 1982)

## Riconoscimenti
- Atleta altoatesino dell'anno nel 1987 e nel 1988[senza fonte]